# Ropalidia longipetiolata
Ropalidia longipetiolata är en getingart som först beskrevs av Cameron 1911.  Ropalidia longipetiolata ingår i släktet Ropalidia och familjen getingar. Inga underarter finns listade i Catalogue of Life.